# Десницкий, Василий Алексеевич
Васи́лий Алексе́евич Десни́цкий (партийные псевдонимы Александр Иванович, Борода, Лопата, Сосновский, Строев; литературные псевдонимы В. Головинский, В. Строев) (30 января 1878, село Покров, Сергачский уезд, Нижегородская губерния  — 22 сентября 1958, Ленинград) — российский революционер, социал-демократ, советский литературовед и педагог.

## Происхождение
Из духовного звания, его отец Десницкий Алексей Степанович (? — 1883 год) был дьяконом на паламарской вакансии, мать — Олимпиада (девичья фамилия Головинская; ? — после 1912 года). Отец умер, когда мальчику было всего пять лет. Его «мать осталась без всяких средств, получала пенсию 10 рублей в год». Трудовую жизнь, по его воспоминаниям, Десницкий начал в 9—10 лет, помогая брату — учителю в школе, обучая за плату (хлеб, яйца) грамоте взрослых крестьян.
После сельской школы он пошёл путём, предопределённым в то время для детей священнослужителей — учился «на казённый счет» в духовном училище, окончил в 1899 году духовную семинарию в Нижнем Новгороде.
Десницкая, Екатерина Ивановна, жена сиамского принца Чакрабона, приходится Василию Алексеевичу двоюродной сестрой.

## Революционная деятельность до 1905
С 1897 года вёл социал-демократическую пропаганду среди рабочих Сормова и Н. Новгорода. Делегирован на 1-й съезд РСДРП (1898), но не попал на съезд, ввиду неполучения вовремя явок. В 1900—1901 годах — один из организаторов и участников совещания поволжских партийных организаций в Н. Новгороде. В 1899 году закончил Нижегородскую духовную семинарию и поступил в Юрьевский (Дерптский) университет, окончил историко-филологический и юридический факультеты (юридический — без сдачи государственных экзаменов). С 1900 года — член, с конца 1901 года — председатель «Союзного Совета Дерптских объединённых землячеств и организаций», по делу которого в 1902 году был привлечён к дознанию при Лифляндском жандармском управлении и выслан под надзор полиции в Нижний Новгород. С 1902 года — член Нижегородского комитета РСДРП.
Принял участие в подготовке 2-го съезда РСДРП, был направлен на съезд, но 25 июня 1903 года арестован при переходе русско-австрийской границы и в ноябре снова выслан в Н. Новгород. Узнав о расколе партии, примкнул к большевикам, в 1904 году подписал декларацию 22-х большевиков с требованием немедленного созыва 3-го съезда. В 1904—1905 годах — один из руководителей Нижегородской социал-демократической организации, агитатор, пропагандист, партийный литератор. Делегат 3-го съезда РСДРП (апрель, 1905). С ноября — член Московского бюро ЦК (до апреля 1906 года), представитель ЦК в редакции газеты «Борьба» и «Известия Московского Совета», входил в литературно-лекторскую группу при МК партии. В 1906 году — член редакции газеты «Светоч».

## Революционная деятельность после 1905 года
На 4-м съезде РСДРП (1906) избран членом ЦК. После съезда объезжал Урал и юг России (Харьков, Киев, Одесса, Луганск), участвовал во Всероссийской конференции РСДРП в Таммерфорсе (ноябрь) и в 5-м (Лондон) съезде РСДРП (1907) как представитель от ЦК (с совещательным голосом). В 1909 году организовал вместе с другими отзовистами Каприйскую партийную школу, в которой прочёл курс лекций на тему: «Церковь и государство в России». В дальнейшем разошёлся с группой «Вперед» и А. А. Богдановым по философским вопросам. В 1910—1916 годах жил главным образом в Юрьеве, преподавал в частных школах и в учительском институте, редактировал легальную социал-демократическую газету «Окраина».
В 1917 году принимал участие в Февральской революции, избран гласным Юрьевской городской думы, затем районной думы в Петрограде. Вначале был солидарен с большевиками, но после приезда В. И. Ленина отказался вступить в РСДРП(б) .
Принял участие в создании газеты «Новая жизнь» (входил в редколлегию, с 6 декабря — ответственный редактор). Один из лидеров группы «новожизненцев».
Участвовал в подготовке Объединительного съезда социал-демократов (август) и был его делегатом, но после первых заседаний покинул съезд. На конференции объединения социал-демократов  (интернационалистов) (октябрь) избран членом Центрального бюро, на Учредительном съезде РСДРП (интернационалистов) (январь 1918) — член ЦК, откуда вышел в апреле из-за расхождения с большинством организаций. Член ВЦИК 2-го созыва (до весны 1918 года).
С 1920 года и до конца жизни — беспартийный. В 1922 году был в списке на высылку интеллигенции из России, но за него заступился кто-то из видных большевиков. В декабре 1922 года за антисоветскую деятельность выслан в Вятскую губернию.

## Научно-педагогическая работа
Профессор Петроградского-Ленинградского университета с 1918 по 1946 год (с перерывами). Весной 1921 года вошёл в группу «красной профессуры», организованную преподавателями Петроградского университета. В декабре 1934 года был утверждён в степени доктора филологических наук без защиты. Преподавал в Ленинградском педагогическом институте, был проректором по научной и учебной работе и деканом факультета русского языка и литературы (среди его учеников в институте — А. И. Груздев, Н. А. Заболоцкий, А. И. Метченко, Д. К. Мотольская и др.), Коммунистическом университете, работал в Институте русской литературы АН СССР (Пушкинский Дом), был одним из организаторов Горьковской комиссии при ИРЛИ. Помогал молодым учёным (в частности, активно способствовал научной работе В. Н. Волошинова). Редактировал журналы «Вестник просвещения», «Вопросы педагогики», «Литературная учёба», «Учебные записки педагогического института им. Герцена», серии сборников «А. М. Горький. Материалы и исследования» и «Архив А. М. Горького». Автор ряда книг и статей по истории русской и зарубежной литературы XVIII—XX веков.
Однотомник сочинений Пушкина, изданный к столетнему юбилею со дня его смерти (1937), открывала статья Десницкого «Пушкин и мы», в которой формулировались главные идеологические «установки» советского времени по отношению к творчеству и личности Пушкина.
Умер 22 сентября 1958 года. Похоронен на Шуваловском кладбище.

## Семья
- Сын Алексей Васильевич Десницкий (1904—1994) — литературовед.
- Дочь Агния Васильевна Десницкая (1912—1992) — лингвист, член-корреспондент АН СССР (1964).
- Дочь Ольга Васильевна Десницкая (1922—2016) — художник, живописец.

## Награды
- орден Трудового Красного Знамени (10.06.1945)

## В воспоминаниях
Из воспоминаний Ольги Фрейденберг:
Я работала в ту пору в ИРКе все интенсивней и глубже. Моим начальником в секции социологической поэтики был Десницкий, шельма и тонкая штучка. Я полюбилась ему остротой идей и языка. Как начальник, он был превосходен. Бывало, ткнёт мне в руку карамельку, до которой я была очень жадной, и скажет, как детям: — Нате, нате, только молчите.
Из воспоминаний Игоря Дьяконова:
Василий Алексеевич Десницкий, в белом чесучовом костюме и светлой шляпе, острыми усами и довольно большой седой бородкой, в чёрных очках (маленьких, как тогда носили) был человек весьма незаурядный. В Коктебеле, правда, он славился, прежде всего, как коллекционер сердоликов и других камней. Коллекция его уже тогда занимала несколько шкатулок, он их редко кому показывал. Поговаривали, что ему нельзя показывать свои коллекции — он не мог бы удержаться от соблазна тайно похитить какой-либо особо необыкновенный сердолик или «куриного бога». Он был замечателен своей весьма необычайной биографией. Попович (как ясно из фамилии), он учился в духовной семинарии, прежде чем поступить в университет; ушёл в революцию, был одно время членом ЦК РСДРП(б), но вышел из партии где-то около июля 1917 года; потом дружил с Максимом Горьким, издавал вместе с ним до середины 1918 года оппозиционную «Новую жизнь».
Ленин, очень нуждавшийся на первых порах в людях, предложил В. А. Десницкому пост какого-то наркома. Рассказывали, что В. А. ответил: «Я должен посоветоваться со своей группой», — и ушёл, а Ленин после этого очень смеялся, говоря окружающим: «Да нет у него никакой группы».

Десницкий был неразговорчив, когда же говорил, то с иронией и скептицизмом. Г. А. Бялый, ученик Б. М. Эйхенбаума в области русской литературы и один из лучших лекторов нашего Университета, впоследствии рассказывал нам с женой, что как-то раз спросил В. А., как имеющего духовное образование, можно ли верить биографии Иисуса по евангелиям, и тот сказал: «Можно. Как биографии Горького».
Из воспоминаний Б. Ф. Егорова:
…он выслушал подробное изложение доклада Хрущёва, переданное ему младшими коллегами по Герценовскому пединституту, и резюмировал свою оценку единственной фразой: «Я всегда был убеждён, что Ленин — прохвост».

## Сочинения
- На литературные темы: [в 2 кн.] — Л.: Художественная литература, 1933—1936.
- А. М. Горький: Очерки жизни и творчества. — М.: Гослитиздат, 1959. — 479 с., 5 л. ил., факс.